# 양귀문
양귀문(陽貴文, ?~?)은 백제의 박사이다.

## 생애
백제의 와박사(瓦博士)로서 587년에 백제사 수신(首信)을 따라 왜에 파견되었다.